# Пуце, Волдемар
Волдемар Пуце (латыш. Voldemārs Pūce, 24 августа 1906, Вестиена — 21 июля 1981, Рига) — латышский театральный и кинорежиссёр.

## Биография
Родился в усадьбе Резену, Вестиенской волости 24 августа 1906 года в семье батрака. Был самым младшим из четырёх детей. Обучался в местной школе, помогая семье, подрабатывал пастухом. Продолжил обучение в Риге. Мечтал связать свою жизнь со сценой и поступил учиться в театральное училище Латышского товарищества актёров, где преподавал Михаил Чехов (1932—1934). По окончании возглавил Латвийский драматический ансамбль(1935—1944).
Кино стал заниматься ещё до войны, режиссёр документального фильма «Latvji, brauciet jūriņā!» («Латыши, идите в море!», 1939), первого в Латвии научно-популярного полнометражного фильма «Mūsu pelēkais dārgakmens» («Наш серый драгоценный камень», 1939). Фильм о месторождениях латвийского известняка, его добыче и использовании. Автор сценария и режиссёр первого в Советской Латвии игрового фильма «Каугурское восстание» («Kaugurieši», 1941), принимал участие в создании фильма «Райнис». Режиссёр Латвийской Национальной Оперы: «Паяцы» (1938), «Дон Карлос» (1962). Директор студии художественных фильмов (1940). Режиссёр и директор объединения «Рига-фильм», создававшего главным образом пропагандистские фильмы (1943—1944).
В конце войны эмигрировал в Германию, вернулся на родину в 1947 году и через год был арестован на съёмочной площадке. После долгого следствия и содержания в центральной тюрьме, этапирован в Воркуту, вместе с женой и недавно родившимся сыном Каспаром. Руководил лагерной театральной труппой, составленной из заключённых.
В 1959—1963 годах — режиссёр Кукольного театра: «Божественная комедия» (1961). В 1963—1978 годах — главный режиссёр Рижского театра оперетты: «Моя прекрасная леди» (1961), «Аннель» (1963), «Вестсайдская история» (1965). Поставил на Рижской киностудии фильм «Времена землемеров», большую часть которого снял на своей родине в Виестиене. Написал книгу о своей жизни («Nelaikā piebaidīts») и воспоминания о зарождении кино в Латвии («Kinojaunība»).
Умер 21 июля 1981, похоронен на кладбище Райниса.